# Liste der Kulturdenkmäler in Pleitersheim
In der Liste der Kulturdenkmäler in Pleitersheim sind alle Kulturdenkmäler der rheinland-pfälzischen Ortsgemeinde Pleitersheim aufgeführt. Grundlage ist die Denkmalliste des Landes Rheinland-Pfalz (Stand: 2. August 2023).

## Einzeldenkmäler
| Bezeichnung         | Lage                | Baujahr                     | Beschreibung | Bild                           |
| ------------------- | ------------------- | --------------------------- | --- | ------------------------------ |
| Hofanlage           | Hauptstraße 21 Lage | 1828                        | Hofanlage; Fachwerkhaus, verputzt, bezeichnet 1828 | BW                             |
| Hofanlage           | Hauptstraße 25 Lage | um 1800                     | Dreiseithof; Fachwerkhaus, verputzt, um 1800 | BW                             |
| Evangelische Kirche | Hauptstraße 27 Lage | 1496                        | ehemalige Simultankirche, Saalbau, im Kern spätgotisch, 1496 bezeichnet, barock überformt, 1753 bezeichnet; bedeutende spätgotische Wandmalerei: Kreuzigungsgruppe, Vierzehn-Nothelfer-Zyklus und Weihekreuze, dem Pfaffen-Schwabenheimer Augustiner-Chorherren Johannes von Goch aus Eberhardsklausen zugeschrieben, entstanden um 1500, wiederentdeckt 1950/51 | weitere Bilder Fotos hochladen |
| Hofanlage           | Hauptstraße 36 Lage | Anfang des 19. Jahrhunderts | Hofanlage mit Torbau, 19. Jahrhundert; Fachwerkhaus, teilweise massiv, Anfang des 19. Jahrhunderts; Wirtschaftsgebäude mit Fachwerkteilen; bauliche Gesamtanlage | BW                             |